# Прентіс (містечко, Вісконсин)
Прентіс (англ. Prentice) — місто (англ. town) в США, в окрузі Прайс штату Вісконсин. Населення — 440 осіб (2020).

## Демографія
Згідно з переписом 2010 року, у місті мешкало 475 осіб у 186 домогосподарствах у складі 141 родини. Було 373 помешкання
Расовий склад населення:
| - 98,1 % — білих - 0,4 % — корінних американців |

До двох чи більше рас належало 1,5 %. Частка іспаномовних становила 0,4 % від усіх жителів.
За віковим діапазоном населення розподілялося таким чином: 23,4 % — особи молодші 18 років, 60,0 % — особи у віці 18—64 років, 16,6 % — особи у віці 65 років та старші. Медіана віку мешканця становила 43,5 року. На 100 осіб жіночої статі у місті припадало 109,3 чоловіків;  на 100 жінок у віці від 18 років та старших — 108,0 чоловіків також старших 18 років.
Середній дохід на одне домашнє господарство  становив 52 887 доларів США (медіана — 43 750), а середній дохід на одну сім'ю — 63 893 долари (медіана — 57 321). Медіана доходів становила 45 278 доларів для чоловіків та 29 375 доларів для жінок. За межею бідності перебувало 8,3 % осіб, у тому числі 6,0 % дітей у віці до 18 років та 16,5 % осіб у віці 65 років та старших.
Цивільне працевлаштоване населення становило 160 осіб. Основні галузі зайнятості: виробництво — 27,5 %, освіта, охорона здоров'я та соціальна допомога — 16,9 %, роздрібна торгівля — 11,3 %, будівництво — 7,5 %.